# Prefontaine Classic
Prefontaine Classic (1973–1974: Hayward Pole Restauration Race) – międzynarodowy mityng lekkoatletyczny organizowany od 1973 roku (jako Prefontaine Classic od 1975 r.) na stadionie Hayward Field w Eugene, w stanie Oregon, w Stanach Zjednoczonych. Od 1978 roku sponsorem tytularnym imprezy jest Nike. Zawody są hołdem dla przedwcześnie zmarłego biegacza Steve'a Prefontaine'a.
Mityng rokrocznie gromadzi najlepszych lekkoatletów ze świata. W historii zawodów w Eugene startowali m.in. Marion Jones, Tomasz Majewski czy Kenenisa Bekele. Impreza zaliczana była do cyklu World Athletics Tour i do 2009 roku posiadała rangę Grand Prix IAAF. Od sezonu 2010 zawody znajdują się w kalendarzu Diamentowej Ligi.